# Cerkiew Opieki Matki Bożej w Janowie
Cerkiew pod wezwaniem Opieki Matki Bożej – prawosławna cerkiew parafialna w Janowie na Białorusi. Należy do dekanatu janowskiego eparchii pińskiej i łuninieckiej Egzarchatu Białoruskiego Patriarchatu Moskiewskiego.
Cerkiew znajduje się przy Placu Października.

## Opis
Świątynię wzniesiono w latach 1901–1904 w stylu bizantyjsko-rosyjskim na miejscu cerkwi unickiej z 1667 r. Jest to budowla murowana, na planie krzyża, czterodzielna. Od frontu znajduje się trójkondygnacyjna wieża-dzwonnica na planie prostokąta, połączona niewysokim przedsionkiem z nawą. Prezbiterium jest mniejsze od nawy, zamknięte prostokątnie. Wieżę zwieńczono ostrosłupowym hełmem z niewielką kopułą. Nad nawą znajduje się wieżyczka, również zwieńczona hełmem z kopułą. Elewacje są zdobione lizenami, prostokątnymi niszami, frontonami, gzymsami i fryzem.
Identyczna pod względem architektonicznym świątynia znajduje się w Polsce i jest nią cerkiew św. Mikołaja w Grodzisku.

## Galeria

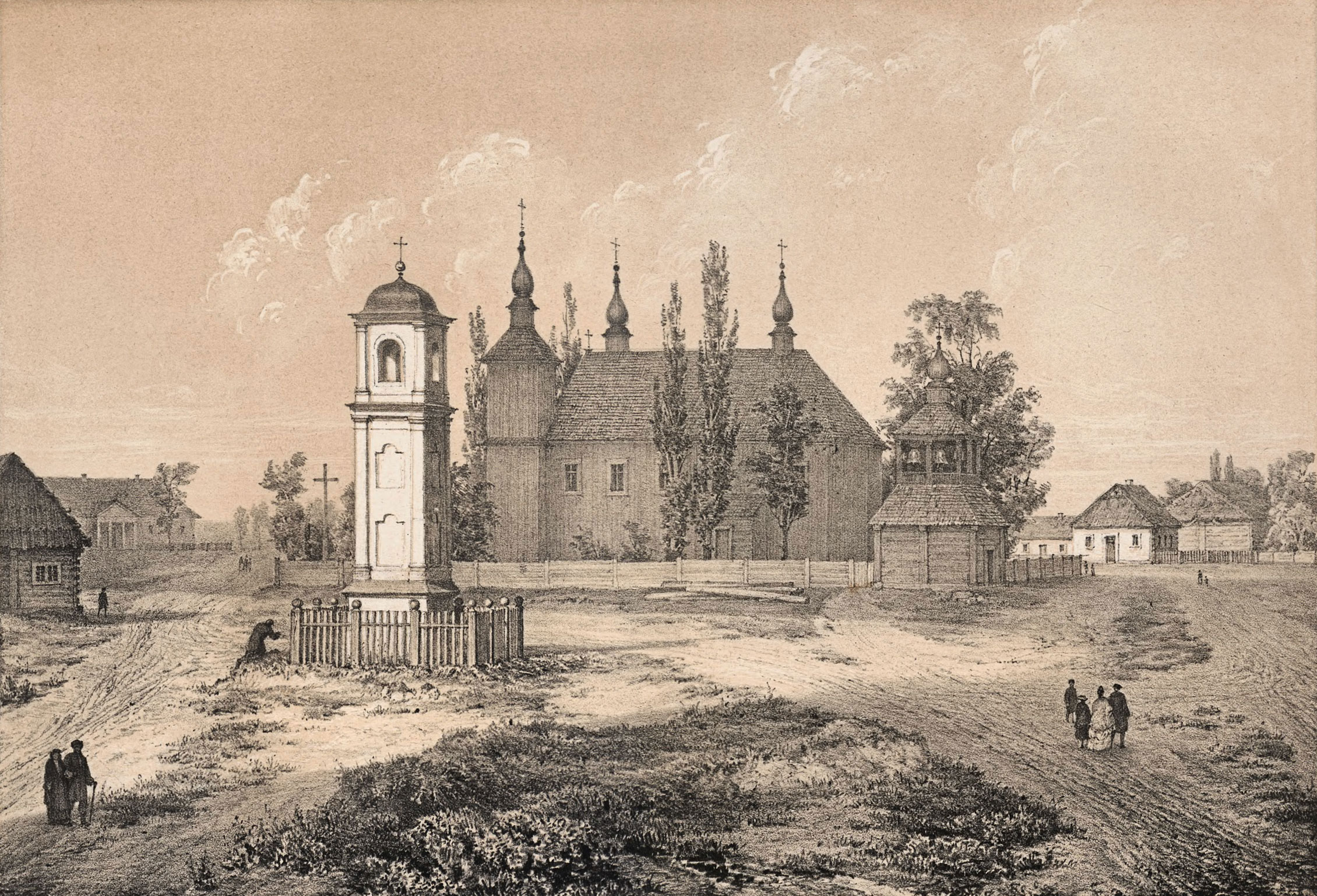
Drewniana świątynia na rysunku Napoleona Ordy z 1875 r.
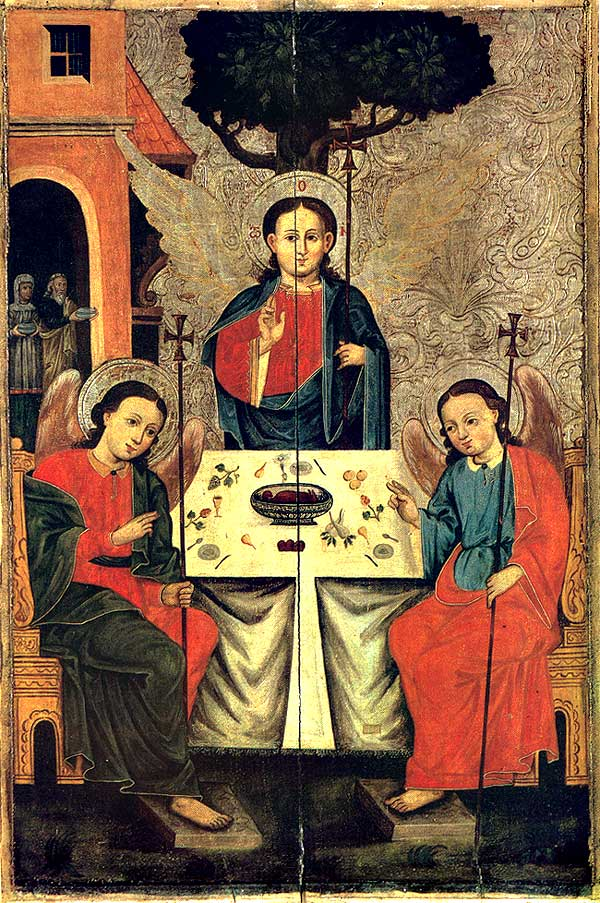
Trójca Starotestamentowa, Polesie Pińskie, poł. XVII w., obraz z cerkwi znajdujący się w Narodowym Muzeum Sztuki Republiki Białorusi w Mińsku
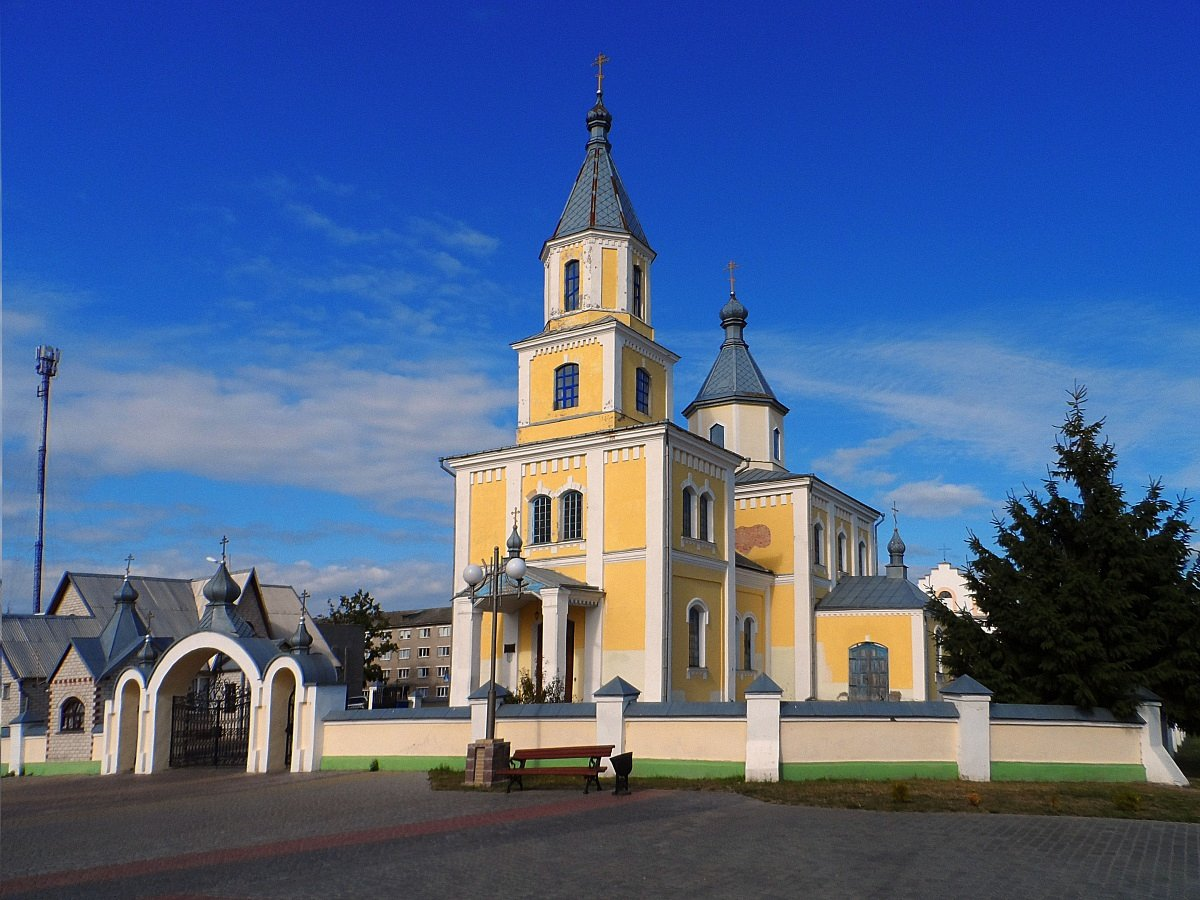
Cerkiew od frontu